# Lijst van burgemeesters van Heemskerk
Dit is een lijst van burgemeesters van de Nederlandse gemeente Heemskerk in de provincie Noord-Holland.
| Ambtsperiode                       | Naam burgemeester                         | Partij of stroming | Bijzonderheden                                         |
| ---------------------------------- | ----------------------------------------- | ------------------ | ------------------------------------------------------ |
| 1482 - ??                          | Floris Pietersz.                          |                    | schout                                                 |
| omstr. 1585                        | Jan Simons Schorell                       |                    | schout                                                 |
| omstr. 1602                        | Jan Lucasz Helderman                      |                    | schout                                                 |
| ?? - 16 april 1623                 | Ariaen Simoens Oudendick                  |                    | schout                                                 |
| ?? - ??                            | Jan Louwersen van Feer                    |                    | schout                                                 |
| 1657 - ??                          | Hessel Jansz. Bonckenburg                 |                    | schout                                                 |
| omstr. 1661                        | Willem Beuwis van de Meer                 |                    | schout van Heemskerk en Castricum                      |
| 1680 - 1801                        | div. leden fam. van Coevenhoven           |                    | schout en secretaris                                   |
| 1795 - 18 juli 1801                | Adrianus van Coevenhoven                  |                    | president-secretaris                                   |
| 1801 - 1810                        | Jan de Wit                                |                    | schout-civil                                           |
| 1810 - 1827                        | Jan Karshoff                              |                    | schout-civil, maire, schout/burgemeester en secretaris |
| 1812                               | Cornelis Willemsz de Wildt                |                    | maire                                                  |
| februari 1828 - 18 januari 1850    | Cornelis Karshoff                         |                    | burgemeester-secretaris                                |
| 18 januari 1850 - 29 juni 1851     | jhr. Jacob Rendorp van Marquette          |                    | burgemeester-secretaris                                |
| 29 juni 1851 - 1868                | jhr. Jacob Rendorp van Marquette          |                    | burgemeester, tevens burgemeester van Castricum        |
| 1868 - 1884                        | Hermanus Zaalberg                         |                    |                                                        |
| 1 juli 1884 - 1 juni 1888          | jhr. mr. J.W.G. Boreel van Hogelanden     | Liberale Unie      |                                                        |
| 1888 - 1907                        | jhr. mr. Hugo Gevers van Marquette        |                    | kleinzoon van jhr. Jacob Rendorp van Marquette         |
| 1907 - 19 maart 1923               | Aginus Seret                              |                    | oud-officier zeemacht                                  |
| 1923 - 1929                        | Josephus Johannes Marie Wiegman           |                    | wordt burgemeester van Wassenaar                       |
| 1929 - 1942                        | Wilhelmus Maria Johannes Adrianus Vreugde |                    |                                                        |
| 9 november 1942 - 17 februari 1943 | Herman (H.) van Benthem                   |                    | waarnemend burgemeester                                |
| 17 februari 1943 - 5 mei 1945      | Karel Frederik ter Punt                   | NSB                |                                                        |
| 5 mei 1945 - 6 december 1945       | Herman (H.) van Benthem                   |                    | waarnemend burgemeester                                |
| 6 december 1945 - 29 januari 1977  | Henk (H.) Nielen                          |                    |                                                        |
| 1 juli 1977 - 1982                 | Jacob Hermanus Kok                        | CDA                | was burgemeester van Edam                              |
| 1982 - 2001                        | Wouter (W.J.) Hoobroeckx                  | CDA                |                                                        |
| 2001 - 30 juni 2006                | Bernt (B.B.) Schneiders                   | PvdA               |                                                        |
| 2006 - 28 februari 2007            | Mark (M.) van der Horst                   | VVD                | waarnemend burgemeester                                |
| 1 maart 2007 - 1 september 2012    | Jaap (J.R.A.) Nawijn                      | VVD                |                                                        |
| 17 september 2012 - 3 juli 2013    | Joss (J.E.M.) Tabak                       | VVD                | waarnemend burgemeester                                |
| 4 juli 2013 - 23 juni 2021         | A.E.H. (Mieke) Baltus                     | CDA                | [ 4 ]                                                  |
| 24 juni 2021 - 14 december 2022    | K.S. (Sicko) Heldoorn                     | PvdA               | waarnemend burgemeester                                |
| 15 december 2022 - heden           | A.H.J.J. (Alexander) Luijten              | VVD                | [ 6 ]                                                  |